# Bennett Saddle
Bennett Saddle är ett bergspass i Antarktis. Det ligger i Västantarktis. Inget land gör anspråk på området. Bennett Saddle ligger 2 544 meter över havet.
Terrängen runt Bennett Saddle är varierad. Trakten är obefolkad. Det finns inga samhällen i närheten.